# Al-Salamiyah District
as-Salamiyya (arabiska: منطقة السلمية) är ett distrikt i Syrien.   Det ligger i provinsen Hamah, i den centrala delen av landet, 220 kilometer nordost om huvudstaden Damaskus.
Omgivningarna runt Al-Salamiyah District är i huvudsak ett öppet busklandskap. Runt Al-Salamiyah District är det glesbefolkat, med 14 invånare per kvadratkilometer.